# Alberto Pérez Lapastora
Alberto Pérez Lapastora (Sigüenza, 20 de agosto de 1950) es un cantautor, compositor, guitarrista y director de orquesta español. 

## Biografía
Nacido en la localidad guadalajareña de Sigüenza, Guadalajara,  en 1950, a los seis años formó parte de la escolanía del Colegio de la Sagrada Familia de dicha localidad y a los once de la Rondalla Seguntina. A los dieciséis formó el grupo de pop Somos.[cita requerida] Durante el servicio militar en Getafe, formó un grupo con otros soldados de la entonces provincia española de Guinea Española haciendo fusión de música española y africana, cantando en dialecto fang.
Alberto Pérez conoció a Javier Krahe en Sigüenza, municipio en el que veraneaba la familia Krahe, gracias a Jorge, hermano de Javier, y fue Alberto quien le enseñó a tocar la guitarra. En 1980, Alberto Pérez se incorpora al espectáculo que llevaban a cabo su amigo Javier Krahe y Joaquín Sabina en el sótano del bar La Mandrágora, situado en la Cava Baja del barrio de La Latina en Madrid. En 1981 graban el disco que lleva el mismo nombre del bar donde realizaban su espectáculo, La Mandrágora. Pérez era una pieza importante en las actuaciones del trío, pero en 1982 se separa de sus dos compañeros. Alberto aportaba la faceta romántica el sentido del espectáculo y su dominio de la guitarra y de la improvisación vocal. 
Estudioso de los diferentes géneros de la canción latinoamericana (también ha dado conferencias y ha dirigido programas de radio sobre el tema), ha interpretado, tanto acompañado de orquesta como en solitario, una amplia selección de canciones de siempre, muchas de ellas olvidadas, a las que aplica su personal e inconfundible estilo, además de componer su propio repertorio.
En 1984, participa en el programa de TVE Si yo fuera presidente, de Fernando García Tola. En este programa cantaba canciones de las décadas de 1940 y 1950, como boleros, habaneras, etc. acompañado de una orquesta, volviendo a poner de moda muchas de ellas.
Participó en la banda sonora de El viaje a ninguna parte, de Fernando Fernán Gómez en 1986. En 1989, comenzó el programa Corazón loco, de Radio 3, que se prolongó más de dos años y en el que mostraba la historia de la música afrocubana.

## Discografía
- 1981, La mandrágora (CBS)
- 1981, Piratas en La mandrágora
- 1984, Amar y vivir (Ariola)
- 1990, Sobre la pista (RCA)
- 1997, Tiempo de baile (Avizor Records)